# Revolução Liberal de 1871
Revolução Liberal de 1871 (em castelhano:  Revolución Liberal de 1871) foi um processo revolucionário ocorrido na Guatemala, de caráter liberal, que causou uma mudança na política deste país e derrubou o presidente Vicente Cerna y Cerna. Liderado principalmente  por Miguel García Granados, e com a importante participação de Justo Rufino Barrios, foi o resultado da luta entre os conservadores e os liberais, desenvolvida em diferentes eventos da independência da América Central. Os liberais esperariam o falecimento do governante conservador Rafael Carrera em 1865 para se rebelarem contra o gobierno conservador de los 30 años.